# Boeing Monomail
Boeing Monomail (Boeing Model 200, 221, 221A) – amerykański samolot pocztowy, później także pasażerski zbudowany w latach 30. XX wieku. Monomail był drugim jednopłatowcem zaprojektowanym z zakładach Boeinga (pierwszym był nieudany myśliwiec XP-9) i w momencie jego powstania był jednym z najbardziej zaawansowanych technicznie samolotów na świecie. Samolot nie był sukcesem komercyjnym dla Boeinga, zbudowano tylko dwa egzemplarze, ale doświadczenia zdobyte przy jego budowie zaowocowały późniejszymi konstrukcjami takimi jak bombowiec Boeing YB-9 czy pierwszy nowoczesny samolot pasażerski Boeing 247.

## Tło historyczne
Po różnego typu eksperymentach sięgających do 1912 regularne dostawy poczty lotniczej przez United States Post Office (USPO) rozpoczęły się w 1918. Początkowo sam USPO zajmował się dostarczaniem listów, ale począwszy od 1925 po wejściu w życie tzw. Kelly Bill (Air Mail Act of 1925) pozwalającego na przewożenie poczty prywatnym firmom i rok późniejszemu Air Commerce Act dostawy poczty lotniczej były przekazywane w ręce firm prywatnych. Począwszy od 1 września 1927 wszystkie dostawy poczty lotniczej w Stanach Zjednoczonych były zakontraktowane przez prywatne firmy. Obydwie ustawy znacznie wspomogły stosunkowo powoli dotychczas rozwijające się lotnictwo cywilne w USA, kontrakty na dostawę poczty lotniczej były znacznie subwencjonowane przez rząd amerykański (w latach 1931-1939 subwencje poczty lotniczej dla wszystkich firm zamknęły się sumą 134 milionów dolarów, w porównaniu dochód za przewóz pasażerów w tym samym okresie wyniósł 144 miliony). W celu maksymalnego obniżenia kosztów przewozu poczty linie lotnicze były zainteresowane konstrukcją specjalnie przystosowanych do tego samolotów, jedną z powstałych wówczas tego typu konstrukcji był Boeing Monomail.

## Historia
Model 200
Pierwszy lot Monomaila odbył się 6 maja 1930. Samolot był łatwy w pilotażu i bardzo zwrotny, w czasie jednego z pierwszych lotów testowych pilotujący Monomaila Slim Lewis wykonał nim trzy pętle z rzędu. Początkowo samolot był pomalowany w bardzo oryginalny sposób – kadłub pomalowany był na zielono, ogon na szaro z zieloną obwódką, skrzydła także na szaro zaznaczonymi na pomarańczowo krawędziami natarcia (w późniejszym czasie już jako Model 221A samolot nie był malowany i miał naturalne, metalowe wykończenie).
Model 221
Model 221, także noszący nazwę Monomail, odbył pierwszy lot 18 sierpnia 1931. Samolot ten miał prawie identyczną konstrukcję jak pierwszy Monomail – był od niego tylko o osiem cali dłuższy (20 cm) i w środkowej części kadłuba mieścił kabinę dla ośmiu pasażerów. Model 221 wykorzystywany był przez Boeing Air Transport (BAT), zbudowano tylko jeden egzemplarz.
Model 221A
Model 221A powstał jako modyfikacja najpierw Modelu 221, a później także Modelu 200. Kadłub Modelu 221 został przedłużony o następnych 27 cali co pozwoliło na zainstalowanie dwóch dodatkowych foteli w kabinie pasażerskich, nowy samolot otrzymał także pneumatyczne koło ogonowe, nowy system paliwowy i olejowy oraz nową owiewkę silnika, nieco później podobnej modyfikacji dokonano na Modelu 200. Obydwa samoloty były używane przez BAT.
Przez krótki czas zmodyfikowany Model 200 używany był do różnych testów w fabryce Boeinga, między innymi przetestowano go z niewciąganym podwoziem stałym ukrytym w bardzo aerodynamicznych owiewkach w celu porównania osiągów z wersją z wciąganym podwoziem. Ważniejszym eksperymentem było wypróbowanie użycie trymerów na krawędzi spływu sterów wysokości, w późniejszym czasie rozwiązanie przetestowane na Monomailu stało się standardem w praktycznie wszystkich samolotach do końca II wojny światowej.
Pierwszy Monomail (numer fabryczny 1153, rejestracja cywilna NC-725W) rozbił się 27 maja 1935 w okolicach Glendo, na pokładzie znajdował się tylko pilot, powodem wypadku był najprawdopodobniej złe warunki pogodowe i niska widoczność. Drugi Monomail (numer fabryczny 1154, rejestracja cywilna NC-10225) rozbił się pod koniec 1935 w okolicach Pueblo.

## Opis konstrukcji
Boeing Monomail był jednosilnikowym dolnopłatem o konstrukcji całkowicie metalowej z podwoziem klasycznym. Zaprojektowany przez zespół młodych inżynierów pod kierownictwem Boba Minshalla, Monomail nazywany jest „pierwszym prawdziwie nowatorskim projektem Boeinga”. Kadłub samolotu miał przekrój okrągły i konstrukcję skorupową, także konstrukcja wolnonośnego skrzydła była całkowicie metalowa. Metalowa konstrukcja była w wielu miejscach spawana elektrycznie. Podwozie główne było wciągane w locie, koła składały się do skrzydła skąd częściowo wystawały, był to jeden z pierwszych amerykańskich samolotów z wciąganym podwoziem (po Dayton-Wright i R-3 Racer). Wiele uwagi poświęcono na nadanie samolotowi jak najlepszych osiągów aerodynamicznych, cała konstrukcja nie miała żadnych zbędnych wystających elementów, napędzający go silnik gwiazdowy został przykryty aerodynamiczną owiewką.
Technicznie zaawansowana i aerodynamicznie czysta konstrukcja Monomaila częściowo wyprzedziła dostępną wówczas technologię, samolot był niezwykle szybki jak na ówczesne czasy ale z powodu braku odpowiedniego śmigła nie mógł on w pełni wykorzystywać tego aututu. Śmigło samolotu miało częściowo zmienny skok, ale mógł być on tylko zmieniony na ziemi przy wyłączonym silniku. Śmigło ustawione do startu czy lądowania na przykład w nisko położonym Seattle nie były optymalnie ustawione do rozwinięcia dużych prędkości w locie czy do startu lub lądowania w znacznie wyżej położonych miastach.
Samolot napędzany był silnikiem gwiazdowym Pratt & Whitney Hornet B o mocy 575 KM, mierzył 12,75 m długości, skrzydła miały 18 m rozpiętości.